# Fil à plomb

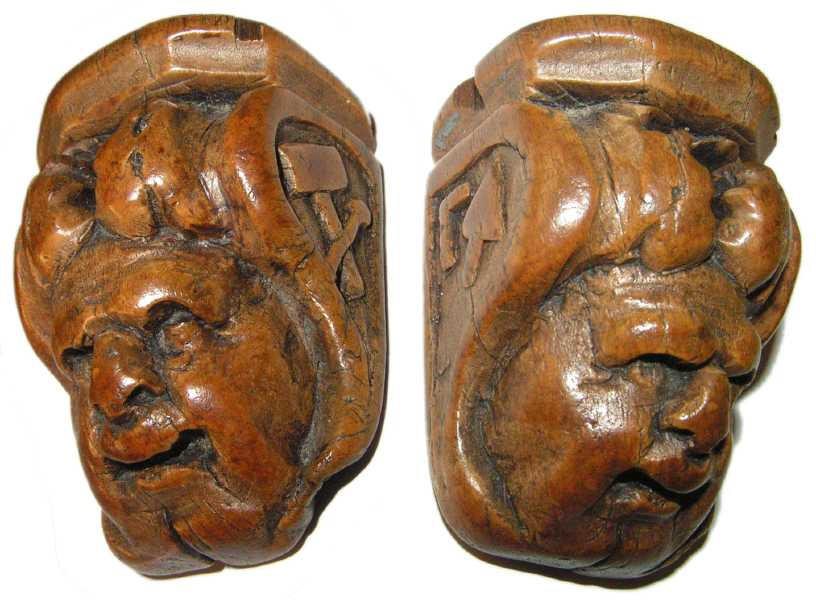
Coulisse de fil à plomb.

Le fil à plomb est un outil constitué d'un fil lesté utilisé pour obtenir des verticales (ou du moins la direction de la pesanteur à un endroit précis).

## Principe
L'utilisation du fil à plomb est basée sur le principe de la pesanteur et indique constamment la direction de celle-ci.
La direction du fil à plomb en un lieu déterminé s'appelle la verticale du lieu.
Le fil à plomb est donc constitué de 3 parties : 
- Une cale, qui est maintenue contre le mur à tester.
- Le fil, généralement une ficelle ou une chaîne, qui passe dans la cale et le pendule.
- Un pendule pesant, autrefois en plomb, mais plus maintenant, pour des raisons écologiques et sanitaires : le plomb est un métal toxique, qui vient affleurer le mur droit.

## Usage

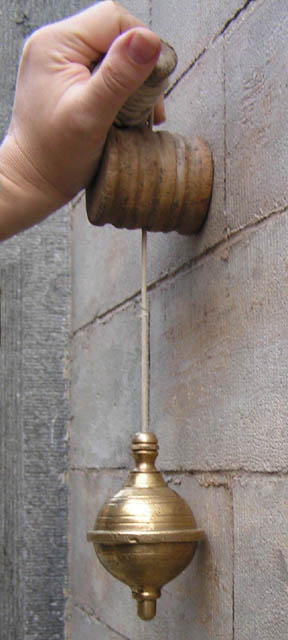
Maniement du fil à plomb.

Il était déjà utilisé par les Égyptiens.
Il permet d'assurer la verticalité d'un élément de structure :
- en maçonnerie : verticalité d'un mur ;
- en charpenterie : pose d'un entrait ou d'un pan de bois ;
- pose papier peint : verticalité des lés.

En peinture, dans la mesure où la perspective suppose que le tableau soit une fenêtre verticale sur le sujet, le fil à plomb, tenu à bout de bras pour viser, sert à construire le dessin. Le dessinateur repère des alignements verticaux dans le sujet, en particulier ceux au dessus des appuis du modèle, l'œil humain ayant tendance à se laisser facilement tromper par certaines formes. Le fil à plomb facilite le repérage des limites verticales du champ de l'image à droite et à gauche

## Symbolique
En franc-maçonnerie, le fil à plomb symbolise par sa verticalité l'élévation, la perfection de soi, l'effort, ou encore l'envie de s'élever.
De plus, le sens qu'il pointe, vers le bas, suggère l'introspection et le travail sur soi nécessaires à cette élévation (au sens d'amélioration).
Depuis quelques décennies, il figure souvent suspendu au centre du temple maçonnique.